# Apeadeiro de Sálus
O Apeadeiro de Sálus é uma interface encerrada da Linha do Corgo, situada no Concelho de Chaves, em Portugal.

## História
Este apeadeiro fazia parte do troço entre as estações de Pedras Salgadas e Vidago, que foi inaugurado em 20 de Março de 1910.
Em 1934, a Companhia Nacional de Caminhos de Ferro, que estava a explorar a Linha do Corgo, construiu um alpendre no apeadeiro de Sálus, para servir de abrigo aos passageiros. Em 1939, fez obras de reparação na casa numa casa no Apeadeiro de Sálus, onde residia o agulheiro de Vidago.
O lanço da Linha do Corgo entre Chaves e Vila Real foi encerrado em 2 de Janeiro de 1990, como parte de um programa de reestruturação da operadora Caminhos de Ferro Portugueses.